# Francis Siguenza
Francis Siguenza, né le 30 novembre 1930 à Nîmes et mort le 11 avril 2021, est un coureur cycliste né espagnol et naturalisé français le 6 janvier 1947[réf. nécessaire]. Professionnel de 1952 à 1960, il a remporté le Grand Prix de Monaco en 1953. Il était surnommé « Zig-Zag ».

## Palmarès

### Palmarès amateur
- 1949
  - Paris-Ivry
  - 2e de Paris-Briare
  - 3e de Paris-Conches
- 1950
  - Paris-Cayeux
  - 2e de Paris-Beaugency
  - 2e du Grand Prix de l'Équipe et du CV 19e
- 1951
  - Paris-Beauvais
  - 2e du Tour de Yougoslavie
- 1952
  - 2e de Paris-Cayeux

### Palmarès professionnel
- 1953
  - Grand Prix de Monaco
  - 2e du Tour de l'Ouest
- 1954
  - 1re étape du Tour du Maroc
  - 2e du Tour du Sud-Est
- 1955
  - Circuit d'Aquitaine
  - 5e étape du Tour du Maroc
  - 2e du Grand Prix Catox
- 1956
  - 2e de Paris-Valenciennes
- 1957
  - 3e de Paris-Camembert
- 1958
  - 2e du Circuit du Finistère

## Résultats sur le Tour de France
4 participations
- 1954 : 61e
- 1955 : 44e
- 1956 : 44e
- 1957 : 52e